# Grandville (acteur)
Pour les articles homonymes, voir Grandin et Grandville (homonymie).
Charles-François Grandin, dit Grandville, est un acteur français né à Metz (Moselle) le 12 mars 1772 et mort à Sens (Yonne) le 3 décembre 1836,.

## Hommage
Un rue porte son nom de naissance à Metz.

## Théâtre

### Carrière à laComédie-Française
Entrée en 1818
Nommé 235e sociétaire en 1822
Départ en 1834
- 1818 : Le Barbier de Séville de Beaumarchais : Bartholo
- 1821 : Tartuffe de Molière : Orgon
- 1821 : George Dandin de Molière : Dandin
- 1821 : Les Plaideurs de Jean Racine : Chicaneau
- 1821 : Faliero d'Étienne Gosse : Vicenso
- 1822 : Le Barbier de Séville de Beaumarchais : Bazile
- 1823 : L'Homme aux scrupules de Richard Faber : Merville
- 1823 : Eugénie de Beaumarchais : Capt. Cowerly
- 1824 : La Tapisserie d'Alexandre Duval : Dablancour
- 1824 : La Saint-Louis à Sainte-Pélagie de Jean-Baptiste-Pierre Lafitte : Desessais
- 1824 : Une journée de Charles V de Nicolas-Paul Duport : Bertrand de Beaumanoir
- 1825 : Guerre ouverte ou Ruse contre ruse de Dumaniant : le baron
- 1825 : L'Héritage d'Édouard Mennechet : Duchatel
- 1825 : Le Château et la ferme d'Emmanuel Théaulon, Nicolas Gersin et Paul Duport : le baron
- 1826 : L'Amitié des deux âges de Henri Monier de La Sizeranne : Saint-Albin
- 1826 : Pauline de Théophile Dumersan : Vincent
- 1826 : Le Spéculateur de François-Louis Riboutté : Picard
- 1826 : L'Agiotage de Louis-Benoît Picard et Adolphe Simonis Empis : Fréville
- 1826 : Une aventure de Charles V de Jean-Baptiste-Pierre Lafitte : Roger
- 1826 : Le Jeune mari d'Édouard-Joseph-Ennemond Mazères : Dupérier
- 1827 : Louis XI à Péronne de Jean-Marie Mély-Janin : Martigny
- 1827 : Lambert Simnel ou le Mannequin politique de Louis-Benoît Picard et Adolphe Simonis Empis : Broughton
- 1827 : Le Mariage de Figaro de Beaumarchais : Bartholo
- 1827 : Le Premier venu ou Six lieues de chemin de Jean-Baptiste Vial : Dorimon
- 1827 : Les Trois quartiers de Louis-Benoît Picard et Édouard-Joseph-Ennemond Mazères : Bertrand
- 1827 : Racine d'Auguste Brizeux et Philippe Busoni : La Fontaine
- 1828 : La Princesse Aurélie de Casimir Delavigne : le marquis de Polla
- 1828 : Le Mariage de Figaro de Beaumarchais : Antonio
- 1828 : L'Espion de Jacques-François Ancelot et Édouard-Joseph-Ennemond Mazères d'après James Fenimore Cooper : M. Wharton
- 1829 : Le Complot de famille d'Alexandre Duval : le baron
- 1829 : Les Femmes savantes de Molière : Chrysale[3]
- 1829 : Une journée d'élection d'Alexandre-Jean-Joseph de La Ville de Mirmont : Brocheton
- 1830 : Le Collatéral ou la Diligence de Joigny de Louis-Benoît Picard : Montrichard
- 1830 : La Belle-mère et le gendre de Joseph-Isidore Samson : Duchemin
- 1830 : L'Envieux de Hyacinthe Dorvo : Franval
- 1830 : Trois jours d'un grand peuple de Jean-Henri-Michel Nouguier : Durand
- 1830 : La Dame et la demoiselle d'Adolphe Simonis Empis et Édouard-Joseph-Ennemond Mazères : de Formont
- 1831 : Naissance, fortune et mérite de Casimir Bonjour : Dumont
- 1831 : Le Rendez-vous d'Alexandre de Longpré : le président
- 1831 : La Crainte de l'opinion d'Émile Barrault : Martin
- 1832 : L'Anniversaire de Jean-Baptiste-Rose-Bonaventure Violet d'Épagny
- 1833 : Guido Reni ou les Artistes d'Antony Béraud : le gouverneur
- 1833 : La Jalousie du Barbouillé de Molière : le Barbouillé
- 1833 : L'École des bourgeois de Léonor Soulas d'Allainval : Mathieu